# رجل العنزة الصرودية
رجل العنزة الصرودية (الاسم العلمي:Aegopodium alpestre) هو نوع من النباتات يتبع جنس رجل العنزة من الفصيلة الخيمية.